# José Prat (anarquista)
José Prat Rogent[cita requerida] (Barcelona, 17 de diciembre de 1866 - ibidem, 17 de julio de 1932) fue un periodista anarquista español, con una importante actuación en España y Argentina. Fue pionero del anarcosindicalismo español.

## Biografía
Nació en Barcelona el 17 de diciembre de 1866. Militó en el Partido Republicano Democrático Federal, pero se convirtió al anarquismo hacia el año 1890, luego de oír un discurso de José Llunas Pujols. Fue administrador de la Escuela Moderna de Francisco Ferrer Guardia.
En 1896 huyendo de la represión en Barcelona durante el Proceso de Montjuic, se refugió en la casa de Ricardo Mella, para viajar a Londres al Congreso Internacional de Trabajadores de 1896, donde actuó como representantes de los anarquistas españoles entre el 29 y el 31 de julio. Allí conoció a Errico Malatesta, Pietro Gori y Agustín Hamon.
Se trasladó a Buenos Aires en julio de 1897, y se incorporó al grupo editor de La Protesta, donde influyó por su estilo culto. Tomó parte por el organizacionismo anarquista en la polémica con los individualistas antiorganizadores. Colaboró con el Certamen Socialista Libertario de La Plata en 1898, lo cual le ganó la enemistad de los anarcoindividualistas. Luego retornó a España, pero continuará ligado al país sudamericano como corresponsal de La Protesta. 
Dirigió la revista Natura, fundada en 1903, pero que en 1905 dejó de editarse, y se alejó de la prensa anarquista por un tiempo. En 1907 participó en la organización de Solidaridad Obrera en Barcelona. Contrario al anarquismo individualista e intelectualista influido por Max Stirner y Friedrich Nietzsche, procuró de hacer una crítica coherente del socialismo marxista y finalmente fue un decidido defensor y configurador del anarcosindicalismo. En 1909 participó en un mitin con el socialista Fabra y Castellote en contra de la guerra de Melilla; entre 1908 y 1911 discutió con los socialistas y lerrouxistas desde las páginas de Tierra y Libertad y El Obrero Moderno. Entre 1909 y 1910 recorrió diferentes localidades de Cataluña (San Feliu de Guíxols, Tarrasa, Valls) exponiendo su concepción sobre el sindicalismo y el socialismo, insistiendo en la necesidad que el Sindicalismo debía ser totalmente autónomo y que por lo tanto no podía estar sometido a la dirección de ningún partido político.
Desde el 1911 se alejó de la militancia y no participó en más actos públicos. Falleció el 17 de julio de 1932 en Barcelona.

## Actividad periodística
Las principales temáticas que abordó en sus artículos fueron el análisis de las clases sociales, el apoliticismo, el sindicalismo y el antirreformismo. Fue crítico de la Revolución Rusa desde un primer momento, advirtiendo sobre un giro totalitario. 
Además de dirigir y escribir para Natura, colaboró con La Anarquía, Acción Libertaria, Aurora Social Obrera, Acracia, Anticristo, Ciencia Social, El Corsario, Fraternidad, La Guerra Social, La Huelga General, La Idea, El Productor (1901-1906), La Protesta, La Questione Sociale, La Revista Blanca, Solidaridad Obrera (1918), Tierra y Libertad (1906-09), La Publicitat, La Campana de Gràcia y otras publicaciones libertarias españolas.
Escribió con el seudónimo de «Urania». Fue traductor de decenas de artículos y libros de autores como Jean Grave, Piotr Kropotkin, Malatesta, Gori, Sebastián Faure, Luigi Fabbri y otros.

## Libros y folletos
Algunos de sus folletos y ensayos son:
- El absurdo político (1923)
- La barbarie gubernamental en España (1909 , con Mella)
- La burguesía y el proletariado (1909)
- Competencia o solidaridad (1905)
- Crónicas demoledoras (1907)
- De la política y sus perjuicios (1904)
- Nuestras ignorancias (1904)
- Herejías (1946)
- Libertad y comunismo (1924)
- Orientaciones (1916)
- Sindicalismo y socialismo. Sindicalismo y anarquismo (1909)
- La sociedad burguesa (1932)
- La política juzgada por los políticos (1909)